# كوكب صغير بعيد
يستخدم مصطلح كوكب صغير بعيد من منظَّمة مركز الكواكب الصغيرة التابعة لمنظمة الاتحاد الفلكي الدولي للإشارة بشكل جماعي لهذه الكواكب الصغيرة الموجودة في النظام الشمسي الخارجي، التي لا يعتقد عادة أنها «كويكبات» . يشمل ذلك القناطير, طروادة نبتونية
و الجرم وراء نبتوني

## اقرأ أيضا
- قنطور (كوكب صغير)
- كويكب داموكلودي
- طروادة نبتونية
- جرم وراء نبتوني
- جرم منفصل
- حزام كايبر
- سحابة أورط
- قرص متفرق